# Ach (dopływ Innu)
Ach – rzeka w zachodniej części Górnej Austrii (w dolnym biegu zwana jest Mühlheimer Ache, w górnym biegu jako Waldzell Ache), około 40 km długości. Przepływa przez wzgórza Kobernaußerwaldu. Ach jest prawym dopływem rzeki Inn, do której uchodzi w pobliżu miasta Mühlheim am Inn.
Ważniejsze miasta leżące nad rzeką Ach to Altheim, w górnym biegu rzeki to Polling, Kirchheim, Lohnsburg i Waldzell. Największą część zlewni (314 km ²) położona jest na terenie powiatu Braunau, wschodniej części gminy Waldzell, Mettmach i Kirchheim, które należą do powiatu Ried im Innkreis.
Dopływy, ze wschodu na zachód; strumienie Mettmach Ache, Grubmühlbach, St. Veiterbach, Moosbach i Lochbach.